# الإسلام في جيرزي

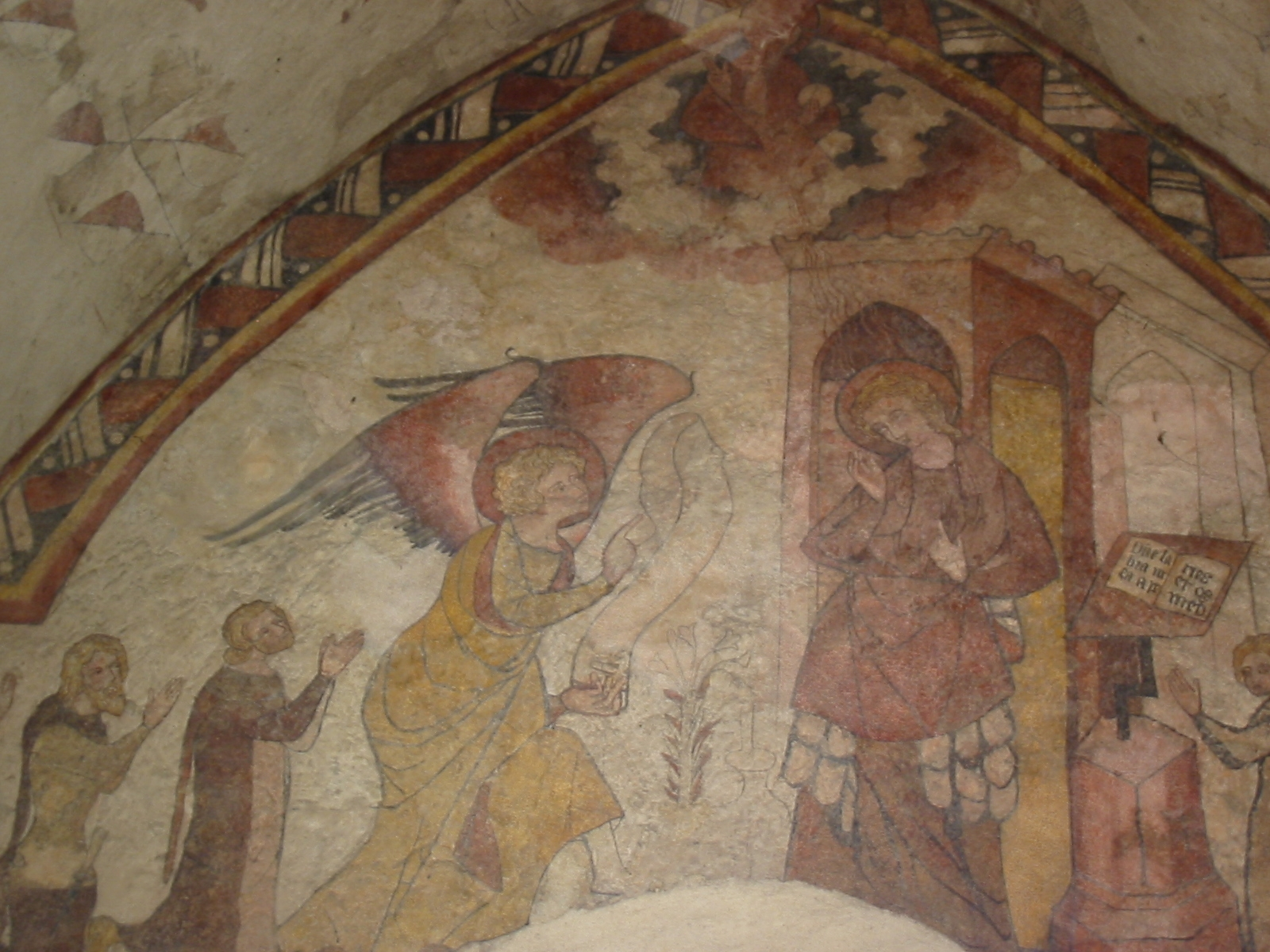

تعداد المسلمين في جيرزي بلغ حوالي 400، أغلبهم من المهاجرين من دول أخرى. المكان الوحيد الذي يملكونه لأداء صلاة الجمعة هم غرفة بكنيسة سانت توماس.